# Andrena dimorpha
Andrena dimorpha är en biart som beskrevs av Mitchell 1960. Andrena dimorpha ingår i släktet sandbin, och familjen grävbin. Inga underarter finns listade i Catalogue of Life.